# Der Absinthtrinker

Der Absinthtrinker
Édouard Manet, 1858/1859 und 1867–1872
181 × 106 cm
Öl auf Leinwand
Ny Carlsberg Glyptotek, Kopenhagen

Der Absinthtrinker (französisch: Le Buveur d’absinthe) gilt als das erste eigenständige Gemälde des französischen Malers Édouard Manet. Die Darstellung eines Menschen am Rande der Gesellschaft ist durch den Maler Diego Velázquez und das literarische Werk von Charles Baudelaire beeinflusst. Manet hatte das in Öl auf Leinwand gemalte Bild zunächst um 1859 fertiggestellt und danach mehrfach überarbeitet, bevor er es 1872 verkaufte. Anhand von grafischen Arbeiten Manets und den Ergebnissen wissenschaftlicher Untersuchungen lässt sich der langjährige Entstehungsprozess des Gemäldes zurückverfolgen. Hierdurch ergeben sich auch exemplarische Aufschlüsse auf Manets Arbeitsweise. Das Gemälde befindet sich heute in der Sammlung der Ny Carlsberg Glyptotek in Kopenhagen.

## Vorgeschichte
Als Édouard Manet sich gegen Ende der 1840er Jahre entschied den Beruf des Malers zu ergreifen, wählte er für seine Ausbildung nicht die konservative École des Beaux-Arts, sondern begann seine Lehrzeit im Atelier des Malers Thomas Couture. Dieser hatte 1847 mit großem Erfolg im Pariser Salon sein Gemälde Die Römer der Verfallszeit ausgestellt und genoss seinerzeit allgemeine Anerkennung. Manet war einer von etwa 30 Schülern in Coutures Atelier und bewunderte zunächst seinen Lehrer. Während seiner von 1850 bis 1856 dauernden Ausbildung verschlechterte sich jedoch die Beziehung zu Couture, da Manet wiederholt Kritik an dessen Unterrichtsmethoden übte.
Manet sah sein Vorbild in der französischen Malerei weniger bei Couture als im Realismus Gustave Courbets, über dessen Begräbnis in Ornans er zu Antonin Proust sagte: „Ja, ja, dieses Begräbnis ist sehr gut. […] Aber unter uns, das Richtige ist es noch nicht“. Größere Achtung hatte er vor Eugène Delacroix. Ihn bat er um Erlaubnis, sein Gemälde Dantebarke kopieren zu dürfen, was er 1854 auch tat.
Nach seiner Lehrzeit bezog Manet ein eigenes Atelier und arbeitete, teilweise parallel, an verschiedenen Gemälden, die mythologische oder biblische Themen als Motiv hatten. Aus den 1850er Jahren sind insgesamt wenige Gemälde Manets erhalten, und es wird angenommen, dass er viele seiner Bilder aus dieser Zeit später selbst zerstört hat. Neben einigen Kopien nach alten Meistern, wie beispielsweise der Pardo Venus von Tizian, sind von den frühen Bildern häufig nur überarbeitete Fragmente bekannt. Für die erste Ausstellung eines seiner Werke wählte Manet jedoch kein Historienbild, sondern das zeitgenössische Motiv des Absinthtrinkers.

## Bildbeschreibung
Das 181 × 106 cm große Gemälde Der Absinthtrinker zeigt ein Ganzfigurbildnis eines jungen Mannes. Halb stehend, halb sitzend befindet er sich vor einer etwa kniehohen Mauer, die parallel zu den waagerechten Bildrändern verläuft. Der Körper des Mannes ist frontal dargestellt, während der Kopf im Halbprofil zum linken Bildrand gewandt ist. Ein weit ins Gesicht gezogener Kastorhut verdeckt Stirn und Haare des Mannes. Im Gesicht, dessen rechte Hälfte im Schatten liegt, trägt er einen kurzen, blonden Bart.
Eine tiefbraune Pelerine verhüllt den Körper vom Hals bis zu den Knien. Auch die Arme und Hände sind hierunter verborgen. Lediglich ein Teil des Halses und ein Stück eines weißen Hemdkragens sind in einem kleinen Ausschnitt zu erkennen. Die Beine sind mit einer olivbraunen Hose bekleidet, an den Füßen trägt der Abgebildete braunschwarze Schnürschuhe. Der rechte Fuß ist leicht nach außen gedreht und steht fest auf dem Boden. Das linke Bein ist leicht angehoben und nach vorn gestreckt, dabei berührt der Absinthtrinker mit den Zehen den Boden. Zwischen Hose und Schuh ist ein dunkelblauer Strumpf sichtbar.
Die in Grautönen gemalte Mauer trennt den gelben Boden im Vordergrund von einer dunklen Wand, die sich hinter dem Mann befindet. In der linken unteren Ecke des Bildes liegt eine schwarze Flasche, deren Hals zum Bildrand gerichtet ist. Rechts neben dem Mann steht auf der Mauerbrüstung ein kegelförmiges Glas, das zu zwei Dritteln mit einer gelblich grünen Flüssigkeit gefüllt ist. Die dargestellte Szene wird von rechts beleuchtet. Deutlich zeichnet sich links hinter dem Mann an der Wand der Schatten seines Oberkörpers ab. Schatten sind ebenso durch die Beine an der Mauer sowie vom linken Schuh und der Flasche auf dem Boden zu sehen. Unklar sind die Lichtverhältnisse im Bereich des Glases. Das Glas wirft keinen Schatten, und die Mauerbrüstung ist in diesem Bereich eigentümlich erleuchtet.

## Der Einfluss von Baudelaire und Velázquez
Einen großen Einfluss auf Manet hatte Ende der 1850er Jahre der mit Manet befreundete Charles Baudelaire. In seinen Besprechungen der Pariser Salons forderte Baudelaire eine an der Realität orientierte, neuartige Vision des Schönen, in Abgrenzung zur historisierenden akademischen Malerei. Diese Gedanken fasste er um 1859 in den 1863 erschienenen Le Peintre de la vie moderne zusammen. Die Idee zum Gemälde Der Absinthtrinker kam Manet möglicherweise durch Baudelaires 1857 erschienenes Gedicht Le Vin de Chiffonniers aus der Sammlung Les Fleurs du Mal. Hierin beschreibt dieser das trunkene Leben der Lumpensammler von Paris. Baudelaire, der mehr als 20 Jahre älter als Manet war, sprach mit ihm auch über spanische Malerei. In seiner Jugend hatte er im Louvre die vom König Louis-Philippe angelegte Galerie Espagnole gesehen, die nach dessen Sturz ins Ausland gelangte. Von den damals gezeigten Gemälden spanischer Künstler schwärmte Baudelaire besonders für Diego Velázquez und Francisco de Goya, die für Manets Malerei der folgenden Jahre prägend wurden. Darüber hinaus trug der Kunstkritiker Théophile Gautier mit seinen Reiseberichten aus Spanien, zu denen auch eine Beschreibung der spanischen Malerei im Prado gehörte, zur Wiederentdeckung der spanischen Kunst in Frankreich bei. Zudem löste die spanischstämmige Kaiserin Eugénie in den 1850er Jahren in Frankreich eine Spanienmode aus.
Das Modell für den Absinthtrinker war ein Lumpensammler namens Colardet (auch Collardet), der vor dem Louvre bettelte. Manet traf ihn bei einem seiner häufigen Louvrebesuche und bat ihn, ihm Modell zu stehen. Vorbilder in der Malerei sind die Gemälde Aesop und Menippos von Velásquez, die Manet durch Radierungen, die Goya nach den Gemälden von Velázquez fertigte, bekannt waren. Er selbst sah die Originale erst bei einem Madridbesuch 1865.

### Manets Baudelaire-Bildnis und die Vorbilder von Velázquez

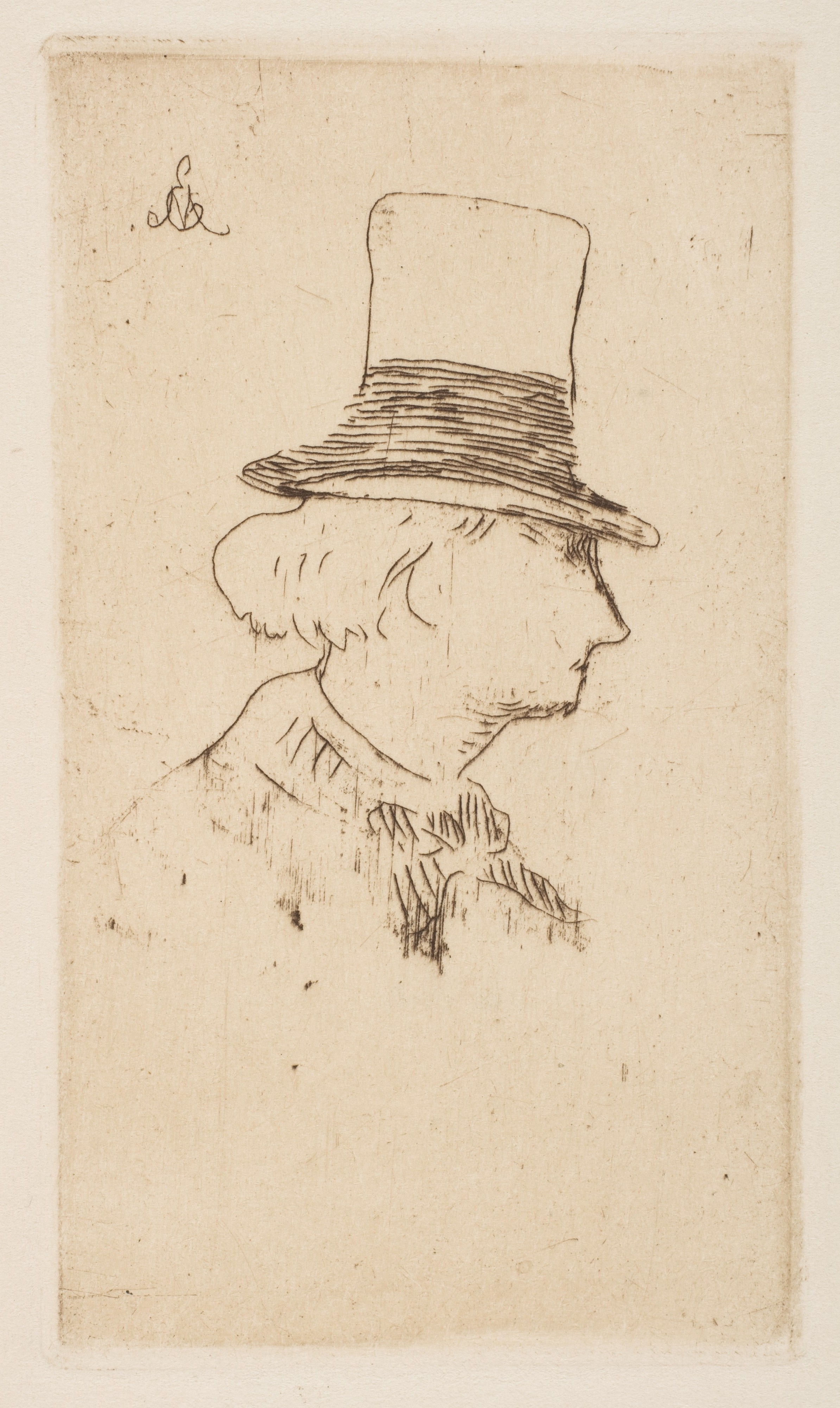
Édouard Manet, 1862 oder 1868/9: Charles Baudelaire
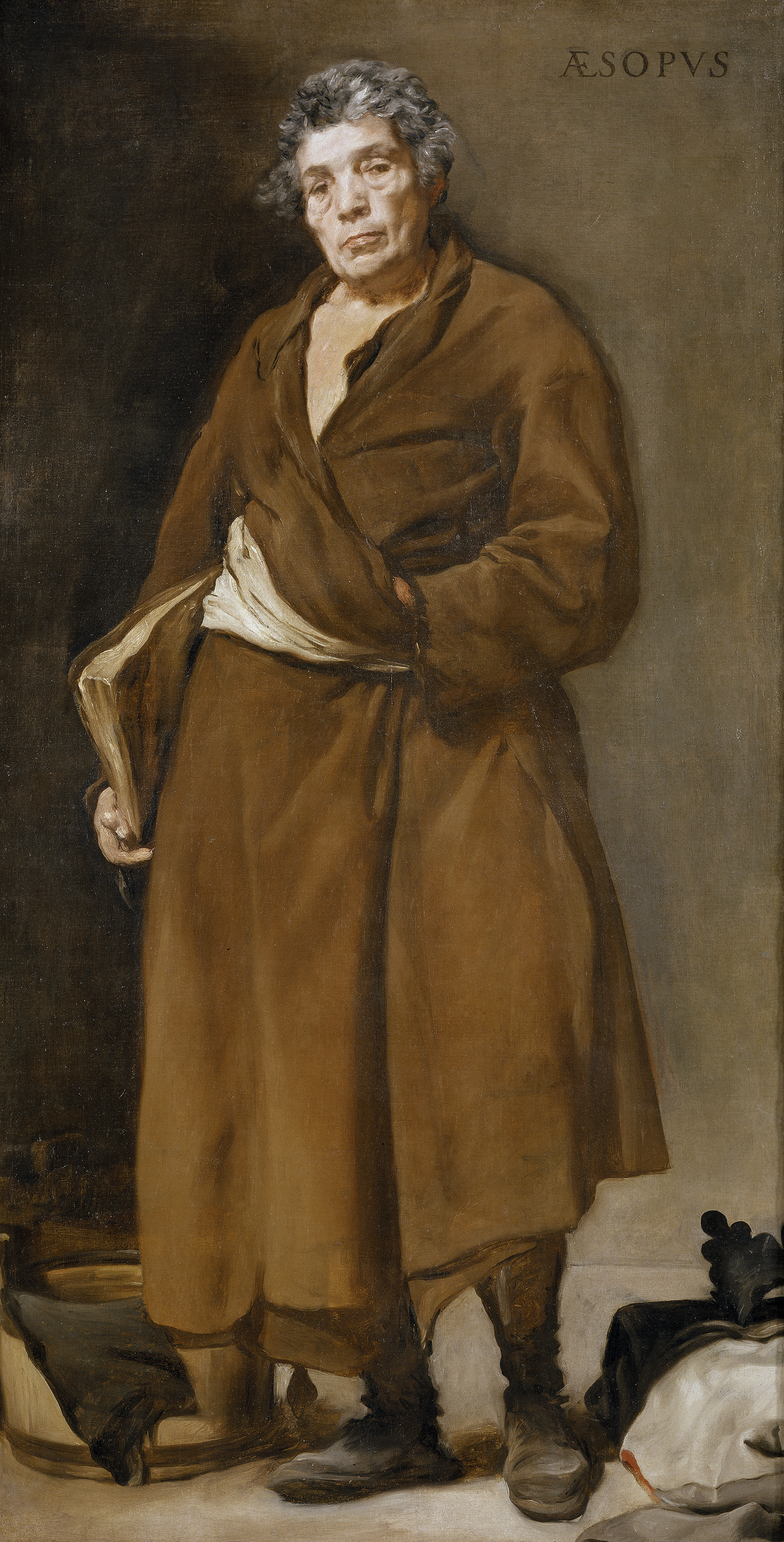
Diego Velázquez, um 1638: Aesop
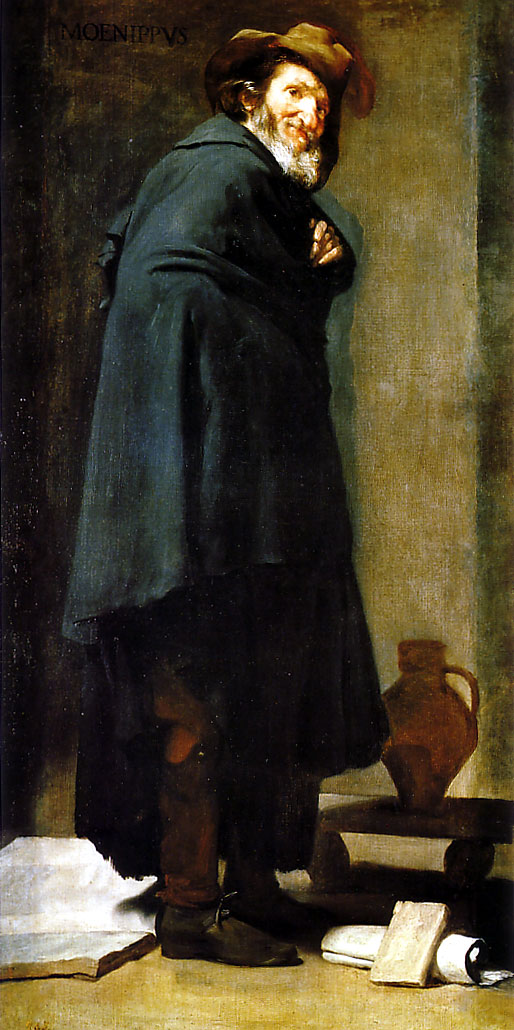
Diego Velázquez, um 1638: Menippos
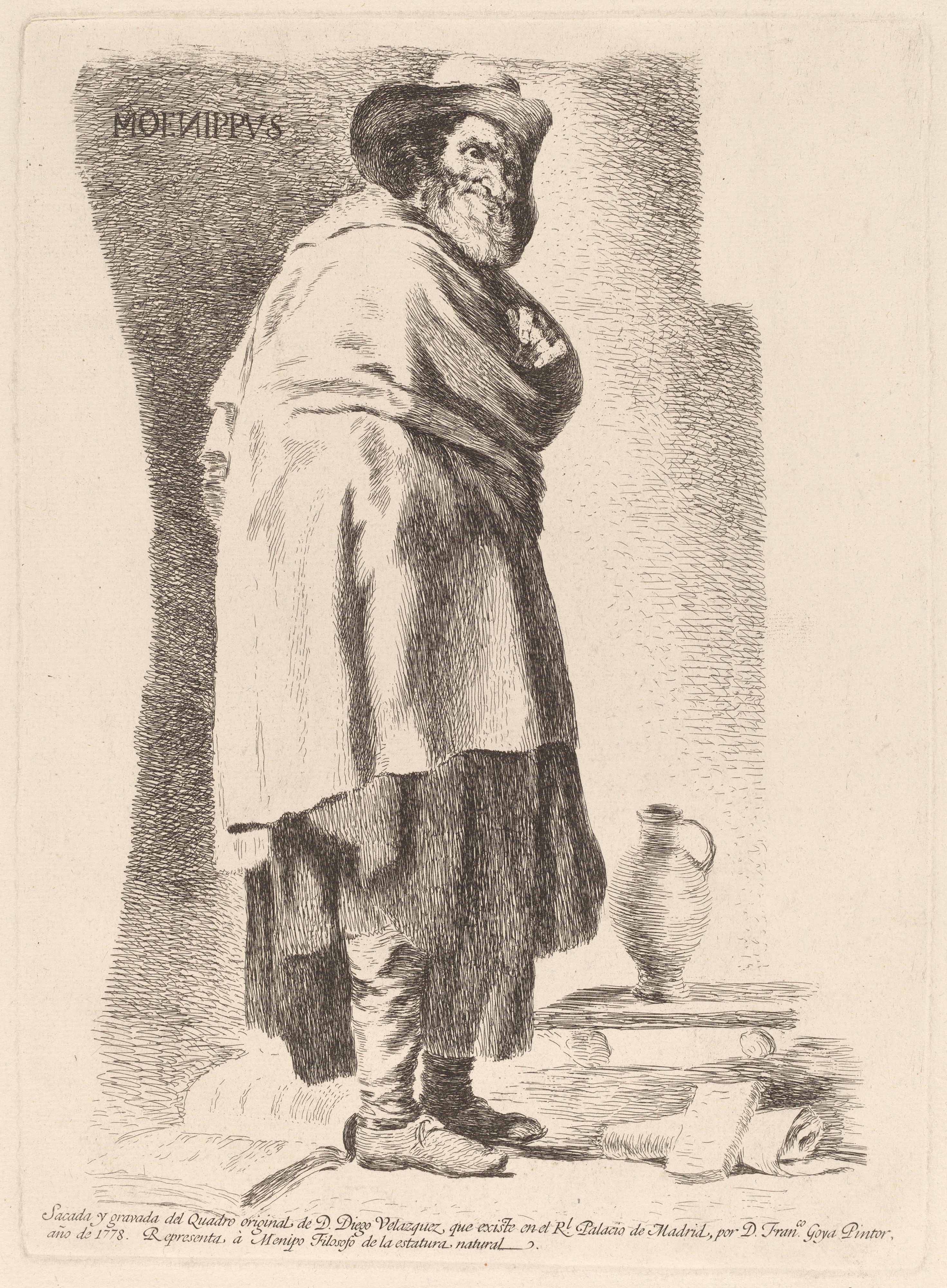
Francisco de Goya, 1778: Menippos Kopie nach Velázquez Radierung

## Die Entstehung des Bildes

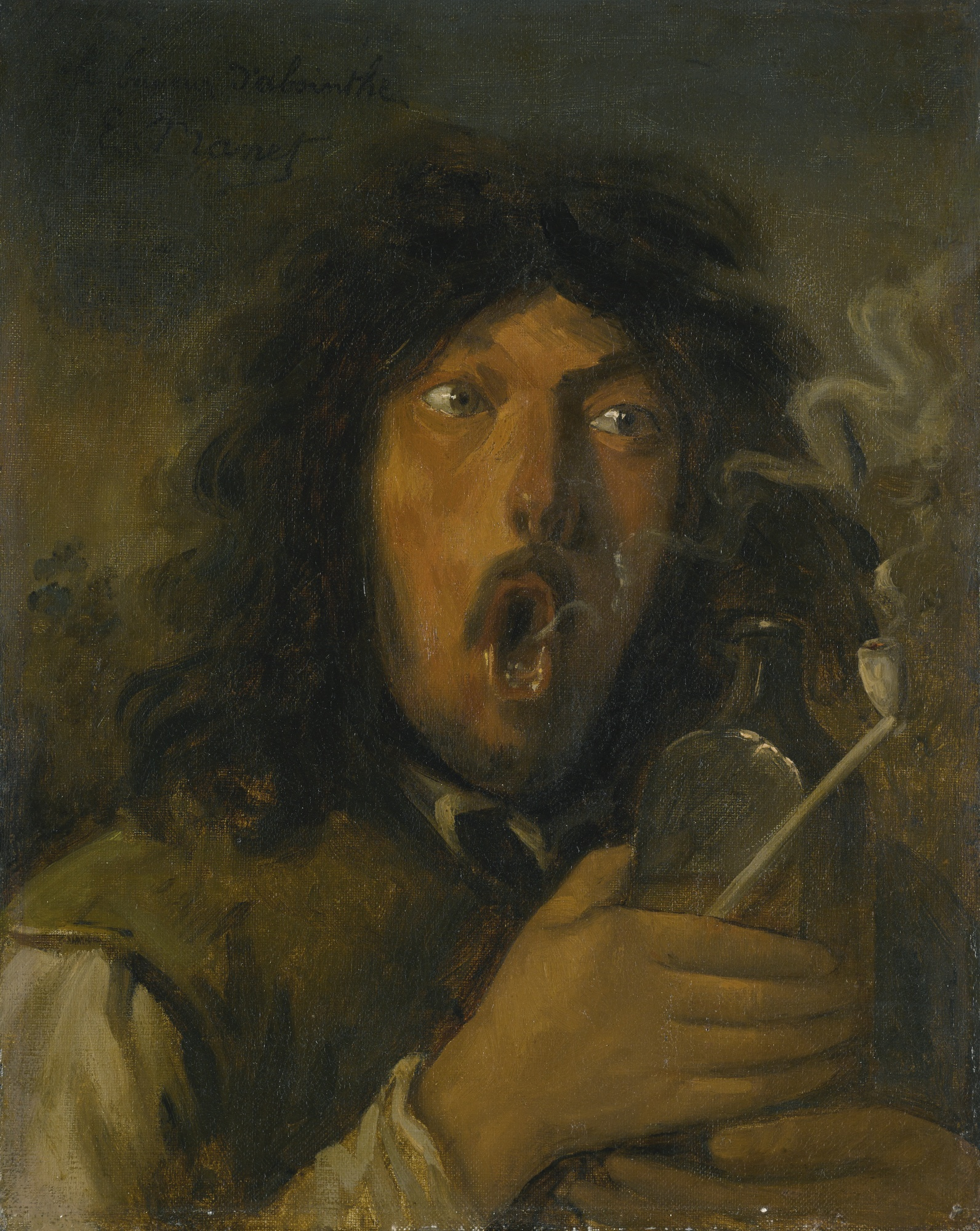
É. Manet, um 1858:
Der Trinker oder Der Raucher
Kopie nach Van Craesbeeck
Manets frühe Auseinandersetzung mit einem „Trinker“

Vor dem Absinthtrinker malte Manet um 1858 bereits das Gemälde Der Trinker (auch Der Raucher). Es handelt sich hierbei um die Kopie eines seinerzeit als Selbstbildnis von Adriaen Brouwer bezeichneten Werkes, das heute Joos van Craesbeeck zugeschrieben wird. Dieses im Stil niederländischer Malerei des 17. Jahrhunderts gemalte Bild nimmt zwar thematisch einen „Trinker“ vorweg, ist aber keine direkte Vorarbeit zum Absinthtrinker, sondern gehört in die Reihe von Gemäldekopien, die Manet seit seiner Lehrzeit malte.

Der alte Musikant, 1862
Manets Einbindung des Absinthtrinkers in ein Gruppenbildnis

Das Gemälde Der Absinthtrinker wurde von Manet mehrfach verändert. Von den verschiedenen Stadien existieren keine Fotografien, aber ein Aquarell, mehrere Radierungen und eine Karikatur geben Aufschluss über den Entwicklungsprozess des Bildes. Als vorbereitende Arbeit entstand zunächst die 1858/59 gefertigte Aquarellstudie Mann mit dem hohen Hut. Hierin ist die Gesamtkonzipierung des Bildes im Wesentlichen vorhanden. In diesem frühen Stadium fehlen jedoch die Flasche und das Glas. Nach vorläufiger Fertigstellung des Gemäldes der Begutachtung durch die Salonjury arbeitete Manet 1862 an vier verschiedenen Radierungen des Absinthtrinkers. Die (seitenverkehrten) Drucke zeigen nun auch die Flasche zu Füßen des Trinkers, jedoch noch nicht das Glas auf der Mauer. Im selben Jahr stellte Manet auch das Gemälde Der alte Musikant fertig, in das er die Figur des Absinthtrinkers einfügte. Als Manet anlässlich der Weltausstellung 1867 erstmals den Absinthtrinker öffentlich ausstellte, fehlte der gesamte Bodenbereich des Bildes. Wie die entsprechende Karikatur des Bildes im Le Journal amusant vom 29. Juni 1867 zeigt, hatte Manet das Bild im Bereich der Unterschenkel des Mannes abgeschnitten. Zwischen 1867 und 1872, dem Jahr als Manet das Bild an den Kunsthändler Paul Durand-Ruel verkaufte, erweiterte Manet das Gemälde am unteren Bildrand um 40 cm. Neben den nunmehr erneuerten Beinen und der Flasche fügte er vor dem Verkauf erstmals auch das gefüllte Glas in die Bildkomposition ein.

### Manets grafische Umsetzung desAbsinthtrinkersund eine zeitgenössische Karikatur

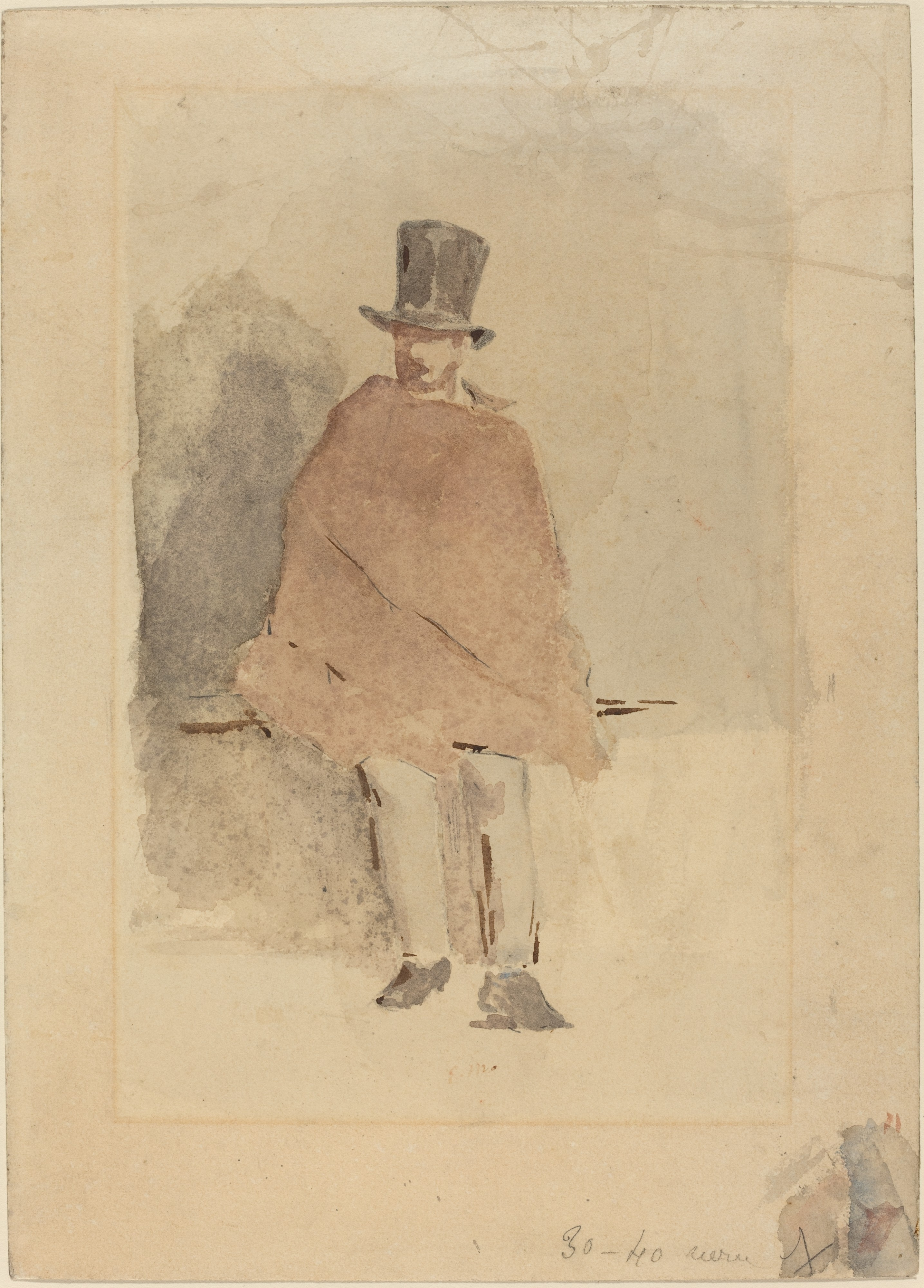
Mann mit dem hohen Hut Aquarell, 1858/59
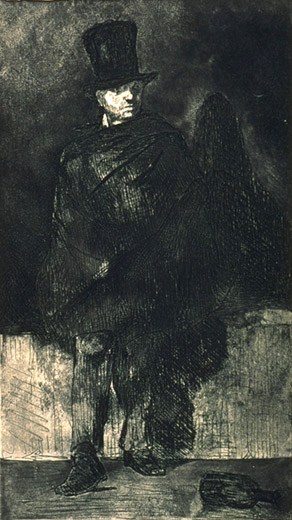
Der Absinthtrinker Radierung, 1860
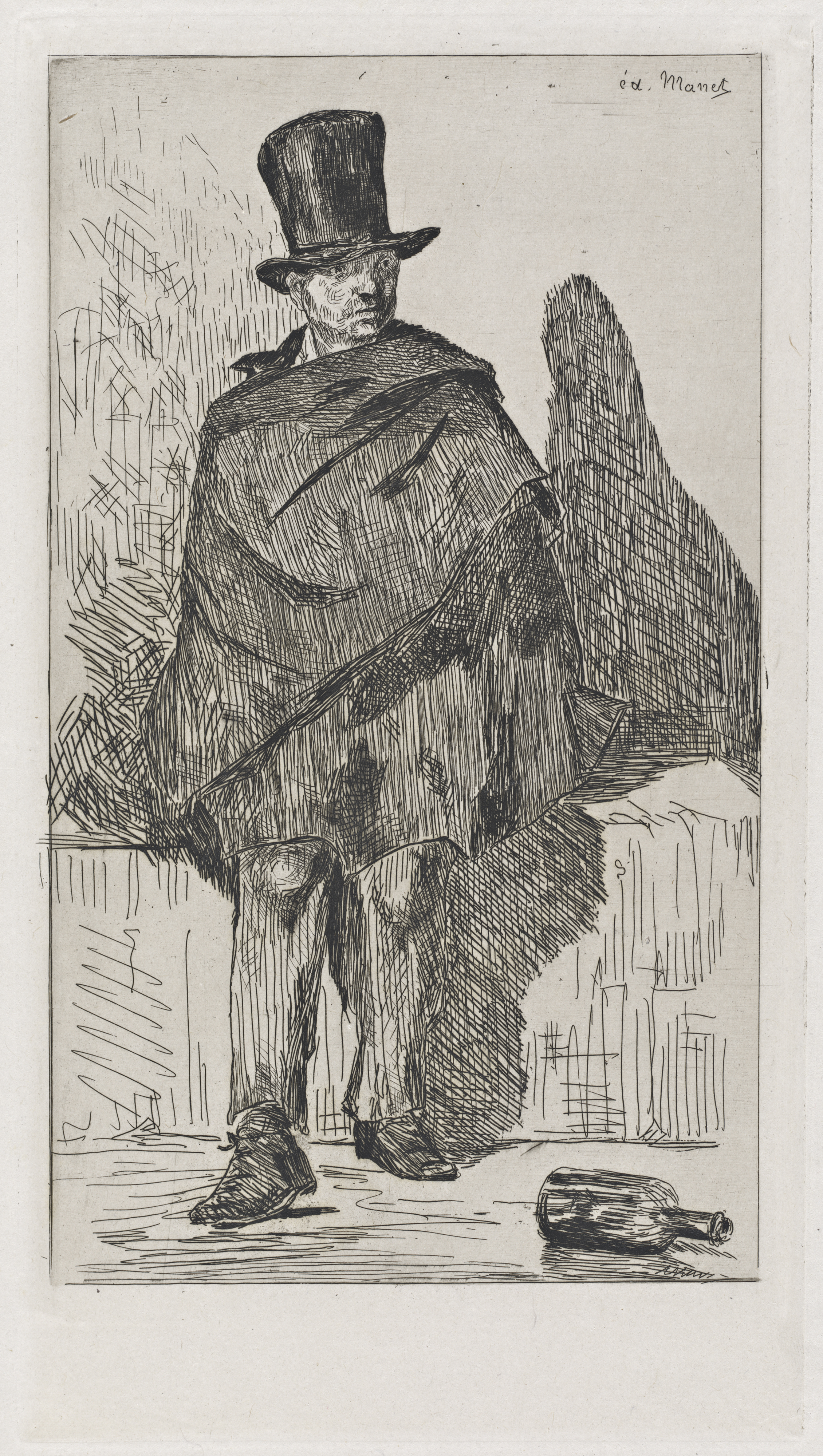
Absinthtrinker Radierung, 1862
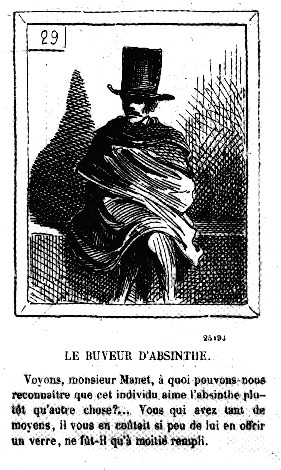
G. Random, 1867: Le buveur d’absinthe Karikatur in Le Journal amusant

## Der Salon von 1859
Für Maler gab es um 1859 wichtige Gründe, im jährlichen Pariser Salon auszustellen. Hierzu zählte eine gewisse offizielle Anerkennung, da der Salon von der französischen Regierung veranstaltet und von einer staatlichen Kommission geleitet wurde. Weiterhin erhielten die Maler durch Berichte in sämtlichen Pariser Tageszeitungen und Wochenmagazinen große Aufmerksamkeit in der Öffentlichkeit. Darüber hinaus bot der Salon gute Möglichkeiten, mit potenziellen Kunden Kontakt aufzunehmen.
Nach Fertigstellung des Absinthtrinkers lud Manet seinen ehemaligen Lehrer Couture in sein Atelier ein, um diesen das fertiggestellte Werk beurteilen zu lassen. Antonin Proust zitiert Coutures Reaktion wie folgt: „Lieber Freund, hier gibt’s nur einen Absynthtrinker, und das ist der Maler, der einen solchen Blödsinn zustande bringen konnte“. Die Auseinandersetzungen um den Absinthtrinker stellen den endgültigen Bruch zwischen Manet und Couture dar.
Manet legte möglicherweise aus Trotz auf Coutures ablehnende Reaktion gerade den Absinthtrinker als seine erste Arbeit der vierzehnköpfigen Jury des Pariser Salons vor, der auch die Maler Ingres und Delacroix angehörten. Als Manet die Nachricht von der Ablehnung des Gemäldes durch die Salonjury im Beisein von Proust und Baudelaire erfuhr, machte er umgehend Couture hierfür verantwortlich. Laut Proust äußerte er: „Ah, er [Couture] ist an meiner Zurückweisung schuld. Schöne Dinge muß er da vor den Bonzen seines Gelichters gegen mich ausgesagt haben. Aber eines tröstet mich: daß Delacroix es gut findet. Denn das ist mir ganz fest versichert worden, Delacroix hat es gut gefunden.“ Manet sah diese erste Ablehnung jedoch nicht als Niederlage, sondern als Ansporn für eine konsequente Weiterentwicklung seiner Malerei und bemerkte: „Gut, ich war so töricht, ihm hin und wieder Konzessionen zu machen. Wenn ich ein Bild anfing, habe ich dummerweise seine Formeln im Auge behalten. Damit hat’s nun ein Ende.“
Ende des 20. Jahrhunderts versuchten verschiedene Autoren die Jury-Ablehnung zu erklären. So begründet Pierre Schneider die Ablehnung des Bildes mit der Feststellung: „Manets düstere Behandlung, die Verschwommenheit der Konturen und des Hintergrundes – kurz sein unakademisches Vorgehen – beleidigten die Augen der Öffentlichkeit.“ Mikael Wivel erklärt sich die ablehnende Reaktion damit, dass Manet einen französischen Typ im spanischen Stil gemalt habe, anstatt einen spanischen Typ im spanischen Stil darzustellen. Françoise Cachin stellt fest: „Die großen Neuheiten des abgelehnten Bildes bestanden in dessen Sujet, […] in der unglaublichen Ungeniertheit, ein so großes Bild wie eine kleine Skizze zu malen […]“ Den eigentlichen Grund für die Ablehnung sieht die Kunsthistorikerin Juliet Wilson-Bareau weniger in der noch stark von Couture geprägten Malweise Manets, sondern im Format des Bildes. Ein lebensgroßes Porträt war traditionell Regierenden und Angehörigen des Adels vorbehalten. Im Gegensatz hierzu zeigten beispielsweise holländische Genrebilder des 17. Jahrhunderts fröhliche Trinker eher als Brustbildnis. Das Vorbild Velázquez wurde von der Jury entweder nicht gesehen oder aber abgelehnt. Bereits Manets Zeitgenosse Théophile Gautier äußerte sich in seinen Reiseberichten aus Madrid verwundert, dass Velázquez Vagabunden, Bettler, Diebe, Philosophen und Alkoholiker ebenso wie die spanischen Könige malte. Im Vergleich von Manet und Velázquez urteilte 1941 Gotthard Jedlicka in seiner Manet-Biografie: „Wenn man den Absinthtrinker in Gedanken neben die Philosophenbildnisse von Velasquez hält, vermag er daneben standzuhalten – und das ist das höchste Lob, das man darüber aussprechen kann.“

## Die Weltausstellung von 1867
Die erste und zu Manets Lebzeiten einzige öffentliche Präsentation des Absinthtrinkers fand während der Weltausstellung 1867 in Paris statt. Da die amtliche Jury der Weltausstellung Manet von der Teilnahme der dortigen Kunstausstellung ausschloss, ließ sich Manet auf eigene Kosten einen aufwendigen eigenen Pavillon am Rande des Ausstellungsgeländes errichten. Manet stellte in diesem Pavillon nahezu sein Gesamtwerk der Jahre 1859 bis 1867 aus. Zu den gezeigten 53 Ölbildern gehörte auch der Absinthtrinker, der im Katalog der Ausstellung mit einer Größe von 130 × 99 cm angegeben ist.

## Verwandte Bilder Manets

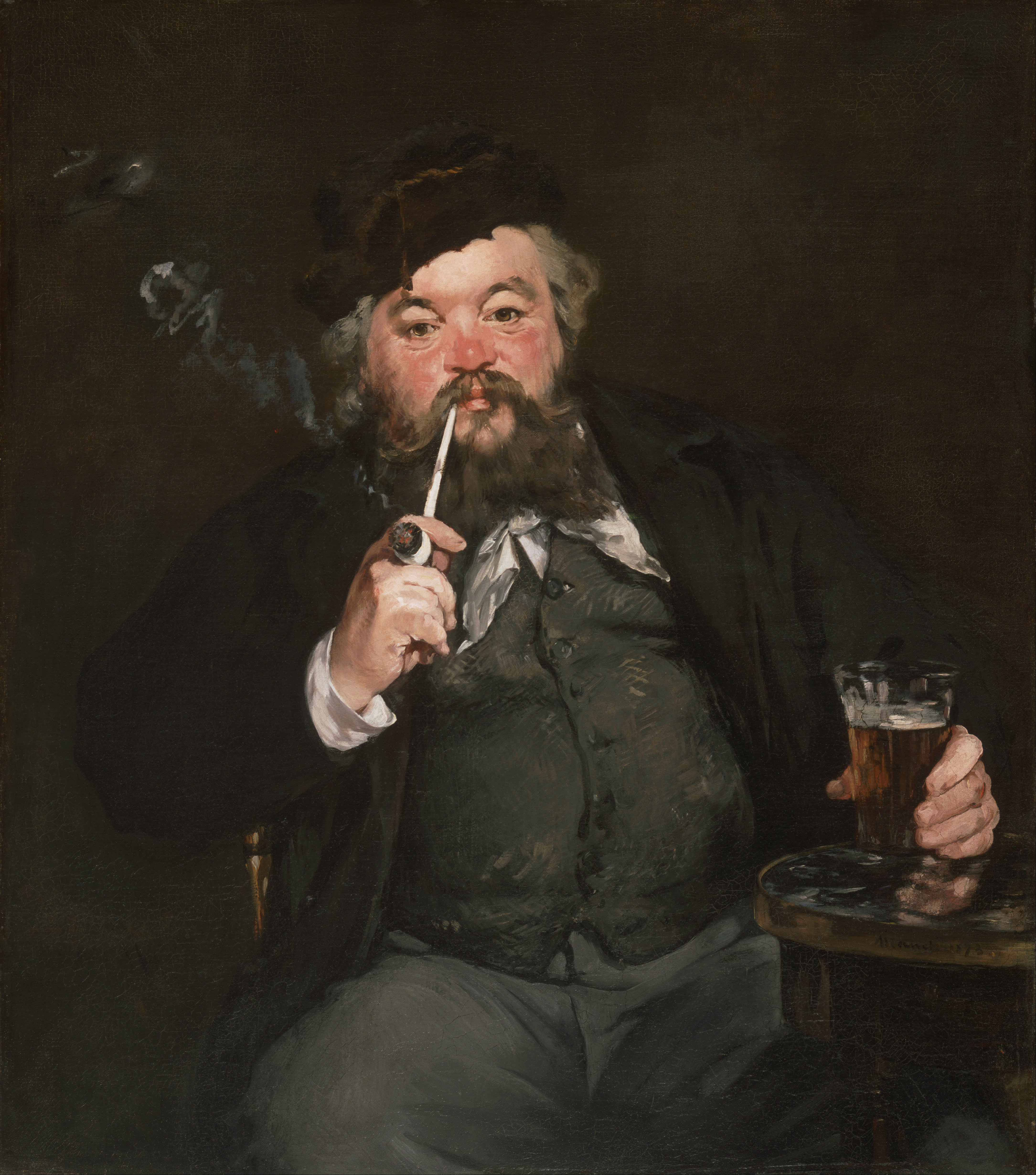
Le Bon Bock, 1873
Manets späterer Erfolg mit einem typischen Genrebild

Im August 1865 reiste Manet nach Madrid, um im Prado die von ihm bewunderten spanischen Maler im Original zu sehen. Nach seiner Rückkehr nach Frankreich entstanden in der Folgezeit drei Bettler-Philosophen nach dem Vorbild der Gemälde Aesop und Menippos von Velásquez, die auch schon als Anregung zu Manets Absinthtrinker dienten. Manet stellte den Philosoph (Bettler mit Austern), den Philosoph (Bettler mit Umhang) und den Philosoph (Lumpensammler) zusammen mit dem beschnittenen Gemälde des Absinthtrinkers in einem eigenen Pavillon am Rande des Ausstellungsgeländes der Weltausstellung von 1867 aus. Die Ausstellung mit insgesamt 50 Gemälden Manets fand insgesamt jedoch wenig Beachtung und das Quartett der von Velásquez beeinflussten Bilder fand eher negative Kritik. Nachdem Manet diese vier Bilder, einschließlich des überarbeiteten Absinthtrinkers 1872 für jeweils 1.000 frs. verkaufen konnte, wandte er sich erneut der Darstellung eines Trinkenden zu. 1873 entstand das Porträt des Lithographen Émile Bellot mit dem Titel Le Bon Bock. Dieses Gemälde erhielt im Salon desselben Jahres lobende Anerkennung, wurde von seinen Freunden aber als zu konservativ kritisiert und als Fehlentwicklung verstanden. Als künstlerische Antwort auf das Gemälde Der Absinth seines Malerfreundes Edgar Degas entstand 1877 Manets Gemälde Die Pflaume. Diese Darstellung einer unbekannten Frau mit einem Pflaumenschnaps in einem Pariser Lokal zeigt, ebenso wie der Absinthtrinker, weniger ein Porträt, sondern einen zeitgenössischen Typus.

### DerAbsinthtrinkerund die verwandten Philosophenbildnisse

Der Absinthtrinker 1858/1859 und 1867–1872
Philosoph (Bettler mit Austern) 1864–67
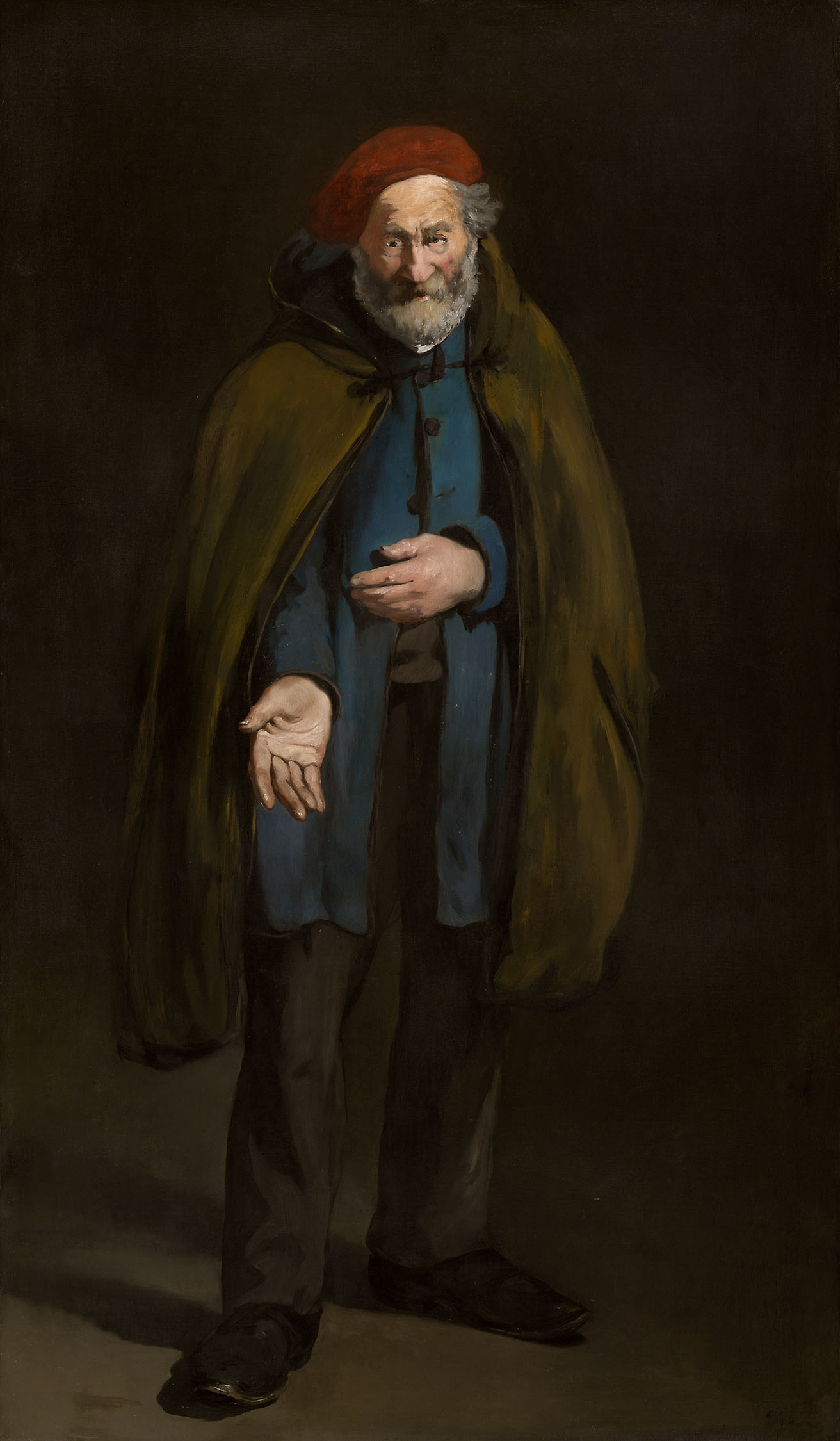
Philosoph (Bettler mit Umhang) 1864–67
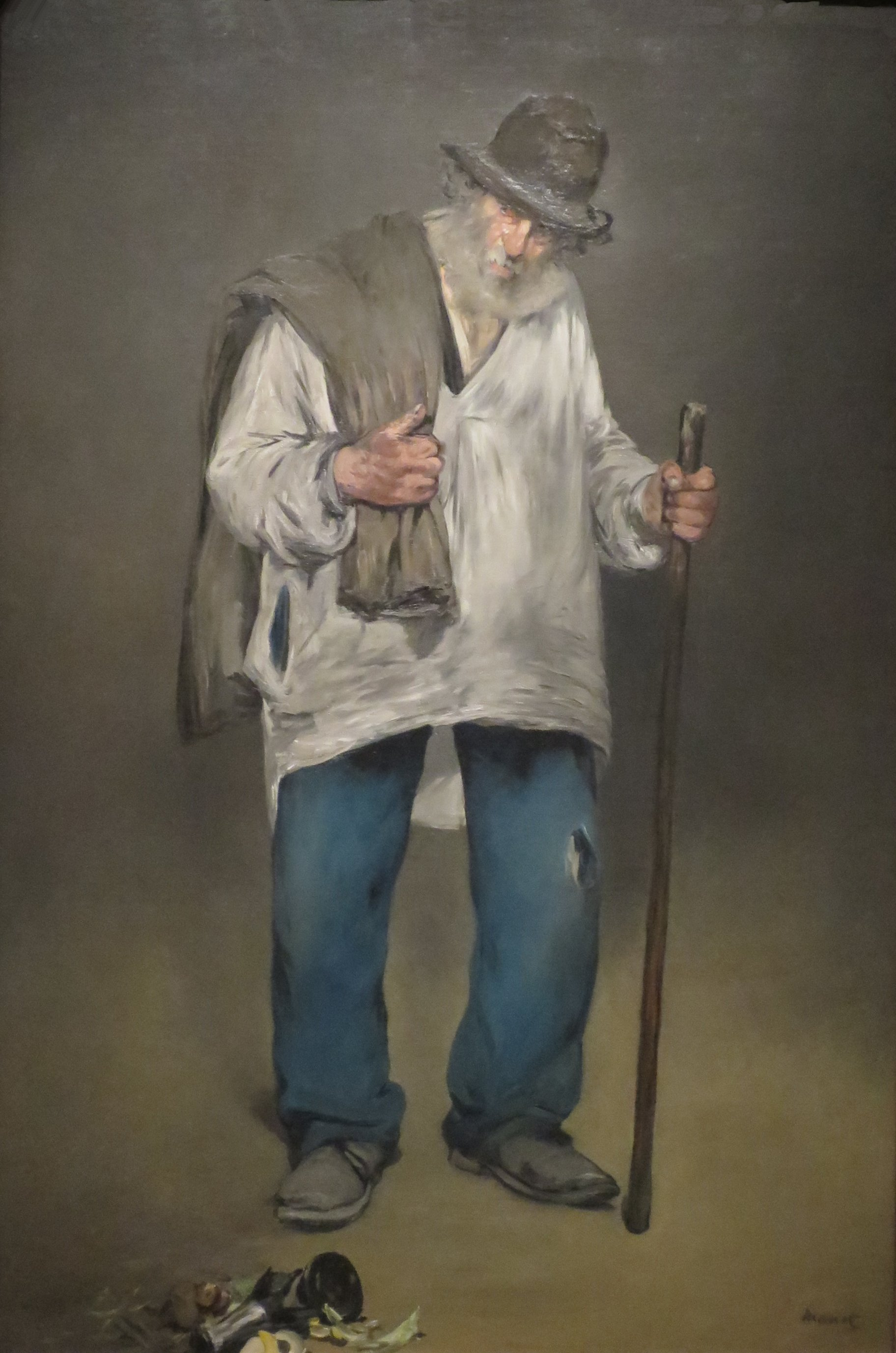
Philosoph (Lumpensammler) 1869

## Absinth in der Malerei

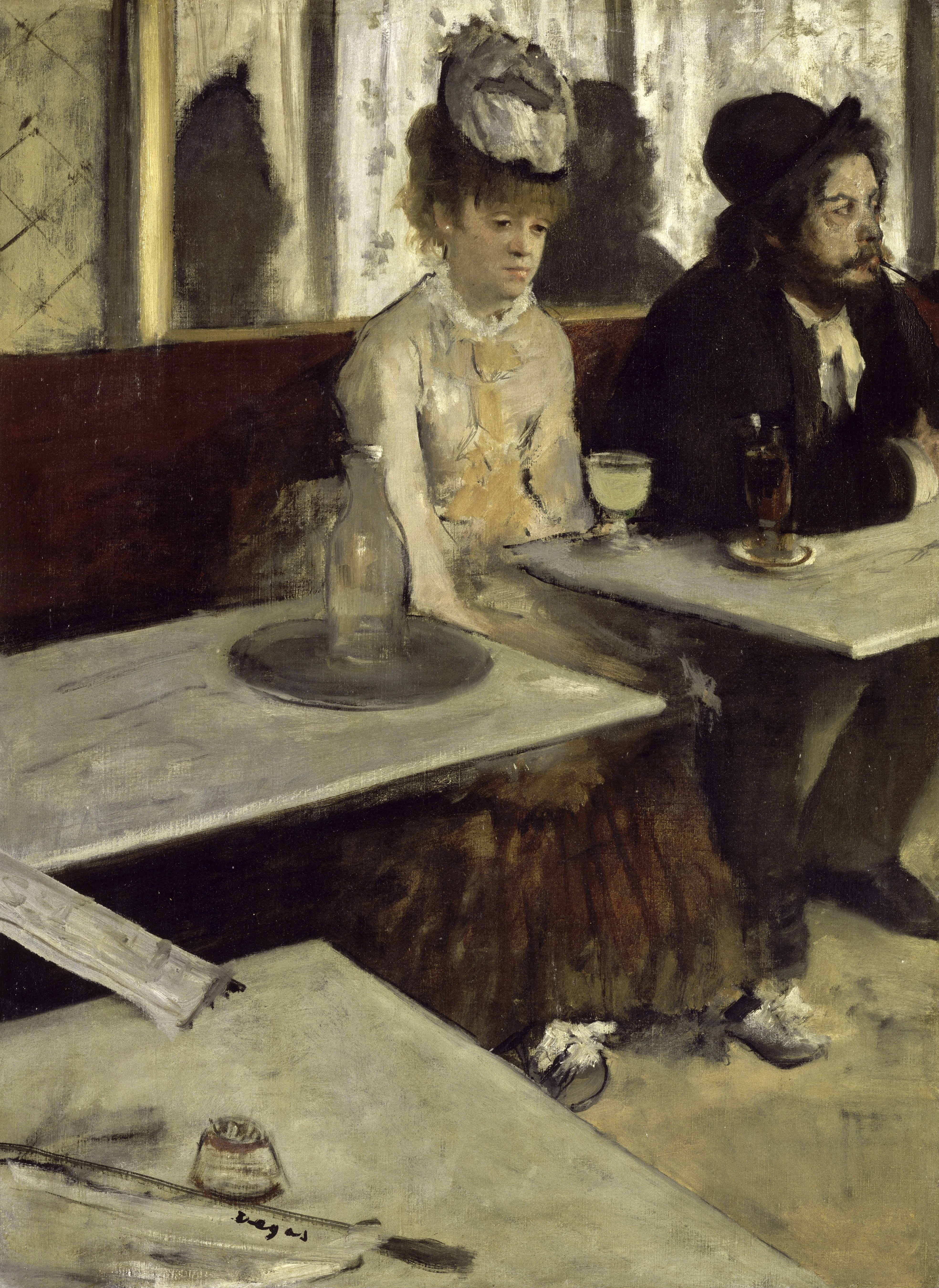
Edgar Degas, 1876: Absinthe
Eine typische Darstellung des Absinththemas in einem Innenraum

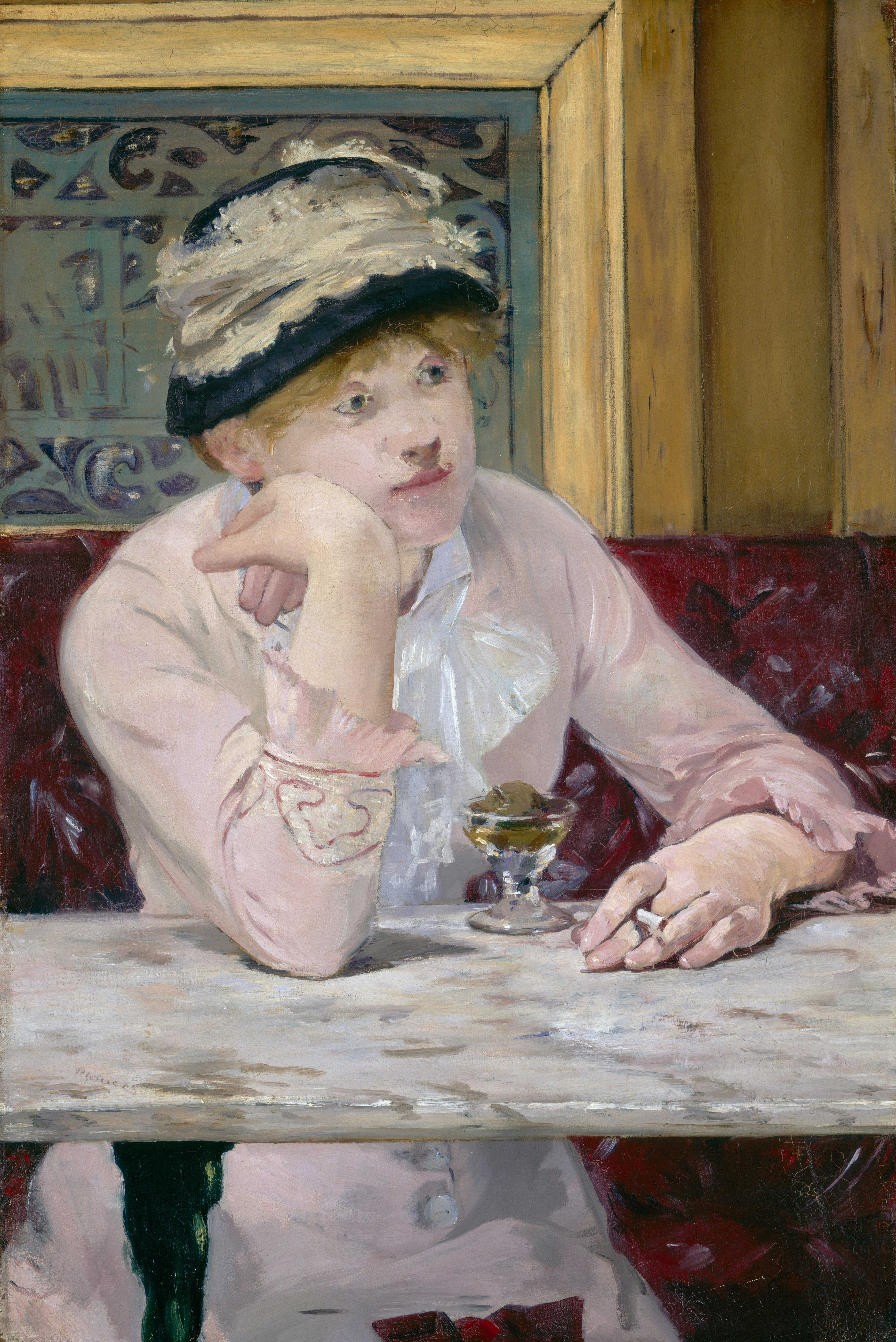
É. Manet, um 1878: Die Pflaume
Manets künstlerische Antwort auf den Absinthe von Degas

Das um 1858/59 entstandene Gemälde Der Absinthtrinker von Édouard Manet ist eine der frühesten Darstellungen von Absinth in der Malerei. Bis zum Verbot des Absinth, Anfang des 20. Jahrhunderts, wählten nach ihm zahlreiche Künstler Absinth als Motiv ihrer Bilder. Neben Manet gehörte Honoré Daumier zu den ersten Künstlern, die das Thema Absinth in ihren Arbeiten behandelten. So zeigt seine 1863 entstandene Karikatur Le premier verre, le sixième verre zwei Absinthtrinker in einem Café. Nach dem Absinthe von Edgar Degas aus dem Jahr 1876 sind es um 1890 Vincent van Gogh, Paul Gauguin und Henri Toulouse-Lautrec, die verschiedentlich Absinthtrinker in ihren Gemälden als Motiv wählten. Pablo Picasso griff das Thema Absinth erstmals 1901 in einigen Arbeiten auf. In seiner kubistischen Werkphase wiederholte er zwischen 1911 und 1914 erneut dieses Thema.
Absinth wurde üblicherweise nicht pur, sondern mit Wasser verdünnt in Cafés oder Bars getrunken. In Manets Bild Der Absinthtrinker fehlt jedoch ein Hinweis auf das übliche Wasser. Ebenso bleibt unklar, woher der Bettler (oder Lumpensammler) auf der Straße das Glas hat. Diese Unstimmigkeiten mögen dazu geführt haben, dass alle anderen Künstler, die das Motiv Absinth wählten, stets Bars oder andere Innenräume für ihre Darstellungen wählten. Manets Form des Absinthtrinker blieb daher in der Malerei ohne Wiederholung. Er selbst wählte in den 1870er Jahren häufig Innenansichten von Bars und Cafés als Motiv oder Motivhintergrund. Neben dem Pflaumenschnaps im Gemälde Die Pflaume war es vor allem das in der dritten Republik immer populärer werdende Bier, welches er nun als alkoholisches Requisit in verschiedenen Gemäldekompositionen verwandte. Der Absinthtrinker blieb Manets einzige Darstellung des Absinth in seinen Gemälden.

## Deutung
Während sich in der Literatur über Manet die verschiedenen Autoren über den Einfluss von Baudelaire und Velázquez auf das Gemälde Der Absinthtrinker einig sind, gibt es unterschiedliche Interpretationen über dieses Werk. So schreibt Gotthard Jedlicka: „Aber die Bezeichnung des Bildes und die Attribute [Flasche und Glas] sind nebensächlich. Was Manet allein beschäftigte, das war, die dunkle Figur eines stehenden Mannes vor einem weniger dunklen Hintergrund darzustellen, auf den sie zwei verschiedene Schatten wirft.“ Pierre Schneider erklärt sich die zeitgenössische Ablehnung des Gemäldes, „weil sich der Maler nicht bemüht hatte, die Verkommenheit des Dargestellten gefühlvoll zu betonen.“ Hingegen erkennt Manuela B. Mena Marqués in der aufrechten Position des Kopfes und dem ernsten Ausdruck seines Gesichtes die Hilflosigkeit des Trinkers. Dieselbe Autorin unterstreicht auch das Moralisierende des Gemäldes, da es den durch den Absinthkonsum verursachten körperlichen und moralischen Verfall des Dargestellten zeige. Ähnlich sieht es auch Mikael Wivel: „Colardet ist nicht als Lumpensammler dargestellt, sondern als Mann, der in dieser Welt von nichts abhängig ist als von Absinth.“ Für ihn geht es bei der Serie der isoliert dargestellten Ganzfigurendarstellungen Manets nicht so sehr darum mitzuteilen, wer sie sind, sondern was sie sind. Hajo Düchting schreibt: „Dargestellt ist eine der Elendsgestalten, […] dessen einziger Trost, der grün schillernde Absinth, nur allzu deutlich vorgeführt wird.“ Jens Peter Munk kommt zu der Einschätzung: „Manets Wahl eines Ganzkörperbildes für einen Landstreicher kann als ironischer Kommentar auf die Gesellschaftsverhältnisse des zweiten Kaiserreiches gesehen werden.“
Mit dem Absinthtrinker wählte Manet, im Gegensatz zu seinem Lehrer Thomas Couture, ein zeitgenössisches Motiv. Während Coutures
Hauptwerk Die Römer der Verfallszeit den Verfall der Sitten im antiken Rom als Ursache des Untergangs des römischen Imperiums zeigt, malte sein ehemaliger Schüler Manet mit dem Absinthtrinker einen Alkoholiker des Jahres 1859. Es ist nicht das Porträt des Lumpensammlers Colardet, sondern die Darstellung eines Typus. Hierin griff er Baudelaires Forderung nach der Behandlung des „la vie moderne“ auf, ohne mit der Tradition zu brechen. Aus Baudelaires Wein in Le Vin de Chiffonniers wurde bei Manet Der Absinthtrinker. Manet wählte dieses Getränk, weil Absinth ein modernes Getränk war und er mit dieser Requisite die Aktualität des Bildes unterstreichen konnte. Seine von Velázquez übernommene Bildthematik übertrug Manet in das Paris seiner Zeit. Der Absinthtrinker gilt Kunsthistorikern als Manets erste eigenständige Arbeit und steht am Beginn einer Reihe von Motiven, die Randgruppen der Pariser Gesellschaft zeigen, zu der neben Lumpensammlern, Zigeunern und Straßensängern auch die Prostituierte im Gemälde Olympia gehört.

## Provenienz
Der Absinthtrinker gehörte zu einer Gruppe von 24 Gemälden, die Manet 1872 an den Kunsthändler Paul Durand-Ruel verkaufte. Von diesem erwarb es der Opernsänger Jean-Baptiste Faure, der der bedeutendste Sammler Manets zu dessen Lebzeiten war. Faure besaß allein 67 von den rund 400 Gemälden Manets. In den 1870er Jahren malte Manet zudem mehrere Porträts des Opernsängers, von denen sich die bekanntesten heute im Folkwang Museum in Essen und in der Hamburger Kunsthalle befinden. Auf der Auktion der Sammlung Faure im Jahr 1906 erwarb wiederum Durand-Ruel den Absinthtrinker. Das Gemälde wurde dann 1914 in der Ausstellung französischer Kunst im Statens Museum for Kunst in Kopenhagen gezeigt, wo es Helge Jacobsen für die Ny Carlsberg Foundation erwarb. Dessen Vater, der Brauereiunternehmer Carl Jacobsen, hatte 1888 die Ny Carlsberg Glyptotek zunächst als Sammlung antiker Kunstwerke gegründet. Carl Jacobsen bewunderte griechische und römische Skulpturen und empfand Manets Bilder als hässlich. Erst nach dem Tod des Vaters baute sein Sohn Helge eine umfangreiche Sammlung mit französischer Malerei des 19. Jahrhunderts auf. Zu den ersten Bildern dieser Sammlung gehörte der Absinthtrinker von Manet. Nachdem Helge Jacobsen 1915 Direktor der Ny Carlsberg Glyptotek wurde, richtete er dort die von ihm gestiftete Gemäldegalerie ein, in der seit 1917 der Absinthtrinker zu sehen ist.